# Astronomia infraroja

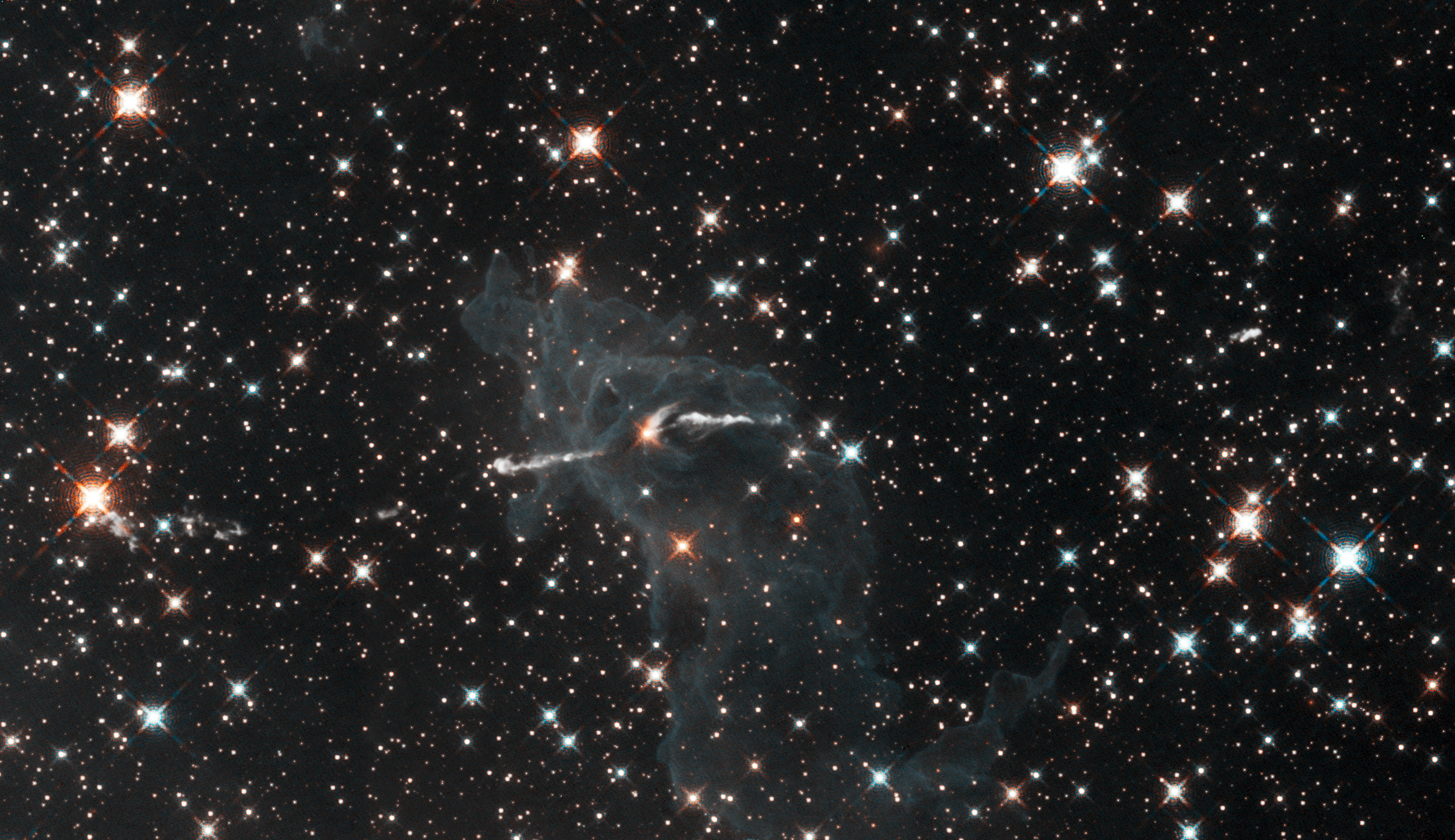
Nebulosa de la Quilla en llum infraroja capturada pel Wide Field Camera 3 del Hubble.

L'astronomia infraroja és la branca de l'astronomia i l'astrofísica que estudia els objectes astronòmics visibles en radiació infraroja (IR). La longitud d'ona de la llum infraroja varia des de 0,75 a 300 micròmetres. L'infraroig cau entre la radiació visible, que va des de 380 a 750 nanòmetres, i ones submil·limètriques.
L'astronomia infraroja va començar en la dècada de 1830, unes poques dècades després del descobriment de la llum infraroja per William Herschel en 1800. El progrés inicial va ser limitat, i no va ser fins al segle xx que van ser concloents les deteccions d'objectes astronòmics diferents com el Sol i la Lluna en llum infraroja. Després es va fer una sèrie de descobriments en les dècades de 1950 i 1960 en astronomia de ràdio, quan els astrònoms es va adonar de la informació disponible fora de la gamma de longitud d'ona visible, i es va establir l'astronomia infraroja moderna.
L'astronomia infraroja i òptica sovint es practiquen fent servir els mateixos telescopis, com els mateixos miralls o lents solen ser eficaços en un rang de longitud d'ona que inclou la llum visible i infraroja. Tots dos camps també utilitzen sensors d'estat sòlid, encara que el tipus específic de sensors d'estat sòlid utilitzats són diferents. La llum infraroja és absorbida en moltes longituds d'ona pel vapor d'aigua a l'atmosfera terrestre, per tant els telescopis infrarojos són en altes elevacions en llocs secs, per sobre tant de l'atmosfera com sigui possible. També hi ha observatoris infrarojos a l'espai, incloent-hi el Spitzer Space Telescope i el Herschel Space Observatory.
| Longitud d'ona en µm | Designació |
| -------------------- | ---------- |
| 0,65                 | Banda R    |
| 1,00                 | Banda I    |
| 1,25                 | Banda J    |
| 1,65                 | Banda H    |
| 2,20                 | Banda K    |
| 3,45                 | Banda L    |
| 4,70                 | Banda M    |
| 10                   | Banda N    |
| 20                   | Banda Q    |

## Observacions infraroges revelant els estats freds de la matèria
Els objectes sòlids a l'espai (des de la grandària d'un gra de pols interestel·lar, de menys d'una micra, fins als planetes gegants) tenen temperatures que van de 3 a 1.000 kèlvins (K). La majoria de l'energia irradiada per objectes en aquest interval de temperatures es troba en l'infraroig. Les observacions infraroges són per tant de particular importància en l'estudi de mitjans a baixa temperatura, com són els núvols interestel·lars amb molta pols, on s'estan formant les estrelles, així com les superfícies gelades dels satèl·lits planetaris i els asteroides.

## Observacions infraroges en l'Univers ocult
Els grans de pols còsmica enfosqueixen parts de l'Univers, bloquejant la llum que arriba de regions crítiques. Aquesta pols es torna transparent en l'infraroig proper, on els observadors poden estudiar regions òpticament invisibles com el centre de la nostra Galàxia (i d'altres galàxies) i densos núvols on les estrelles i els planetes estan naixent. Per a molts objectes, incloent les estrelles en regions amb molta pols, els nuclis galàctics actius i fins i tot galàxies senceres, la radiació visible absorbida per la pols i reemesa en l'infraroig constitueix la major part de la seva lluminositat.

## Observacions infraroges proporcionant accés a moltes línies espectroscòpiques
Les bandes d'emissió i absorció de virtualment totes les molècules i els sòlids es troben en l'infraroig, on poden usar-se per estudiar les condicions físiques i químiques d'ambients relativament freds. Molts àtoms i ions tenen línies espectrals en l'infraroig, que poden usar-se per estudiar les atmosferes estel·lars i el gas interestel·lar, explorant regions que són massa fredes o amb massa pols per ser estudiades en llum visible.

## Observacions infraroges estudiant l'Univers jove
El corriment roent còsmic, que resulta de l'expansió general d'Univers, desplaça l'energia inexorablement cap a longituds d'ona llargues, sent el corriment proporcional a la distància de l'objecte. A causa de la velocitat finita de la llum, els objectes amb un gran corriment roent s'observen segons eren quan l'Univers era molt més jove. Com a resultat de l'expansió de l'Univers, la majoria de la radiació òptica i ultraviolada emesa per les estrelles, les galàxies i els quàsars des del principi dels temps, ara es troben en l'infraroig. Com i quan els primers objectes de l'Univers es van formar serà esclarit en gran part gràcies a les observacions infraroges.

## Observatoris espacials
A causa que la transmissió de l'atmosfera en l'infraroig està limitada a algunes finestres, i fins i tot en elles, la transparència depèn de la quantitat de vapor d'aigua per la qual ha de passar la llum, els telescopis per observar en l'infraroig s'han de situar en llocs secs i a gran altura.
Entre els llocs on aquestes condicions es compleixen podria ser a Mauna Kea, Hawaii, Estats Units, on existeix gran quantitat de telescopis. com també el Paranal en la regió d'Antofagasta, Xile, lloc del VLT, Very Large Telescope de l'ESO, Observatori Europeu Austral.
Encara millor és usar observatoris espacials, que poden veure en regions en què l'atmosfera terrestre és completament opaca. Entre les missions passades més importants es troben el IRAS i l'Observatori Espacial Infraroig. Ara com ara destaquen la càmera NICMOS en el Telescopi Espacial Hubble,
Telescopi Espacial Spitzer i l'Observatori Espacial Herschel, llançat en 2003. En els propers anys, està previst llançar el Telescopi Espacial James Webb, centrat en l'estudi de l'infraroig.